# خووستنیکووو هرادیشتی
خووستنیکووو هرادیشتی (به چکی: Choustníkovo Hradiště) یک منطقهٔ مسکونی در جمهوری چک است که در منطقه تروتنوف واقع شده‌است.